# Mühlener Tunnel
Der Mühlener Tunnel ist ein 309 m langer Eisenbahntunnel der Bahnstrecke Stuttgart–Horb. Er liegt nordwestlich des Stadtteils Mühlen am Neckar der Stadt Horb am Neckar und trägt daher seinen Namen.
Der zwischen Streckenkilometer 63,279 und 63,588 liegende Tunnel nimmt zwei Gleise auf, die mit bis zu 90 km/h befahren werden dürfen. Die Trasse beschreibt in südlicher Richtung einen Rechtsbogen.

## Geschichte
Der Tunnel wurde in den Jahren 1871 bis 1874 errichtet. Das Bauwerk wurde 1927 bilanziell aktiviert.
2008 war das Bauwerk der Zustandsnote 2 („Größere Schäden am Bauwerksteil, welche die Sicherheit nicht beeinflussen. Maßnahmen des  vorbeugenden Unterhalts sind bei lang- und mittelfristig (länger als 18 Jahre) zu erhaltenden Bauwerksteilen auf ihre Wirtschaftlichkeit hin zu überprüfen.“) zugeordnet, 2014 und 2017 der Zustandsnote 3 („Umfangreiche Schäden am Bauwerksteil, welche die Standsicherheit nicht beeinflussen. Eine Instandsetzung ist noch möglich, ihre Wirtschaftlichkeit ist zu prüfen“).
Um 2014 wurde der Tunnel täglich von 14 Zügen des Schienenpersonenfernverkehrs, 68 Zügen des Schienenpersonennahverkehrs sowie 20 Güterzügen befahren.
2014 war geplant, das Mauerwerk ab 2016 über zwei Jahre hinweg zu sanieren.